# Senotainia schaeuffelei
Senotainia schaeuffelei är en tvåvingeart som först beskrevs av Boris Borisovitsch Rohdendorf 1961.  Senotainia schaeuffelei ingår i släktet Senotainia och familjen köttflugor.
Artens utbredningsområde är Iran. Inga underarter finns listade i Catalogue of Life.